# Gåsgölen
För sjöar med snarlika namn, se: Gåsgöl
Gåsgölen är en sjö i Eksjö kommun i Småland och ingår i Emåns huvudavrinningsområde.